# Mandula Petra
Mandula Petra (Budapest, 1978. január 17. –) korábbi magyar hivatásos teniszezőnő, olimpikon.
1993–2005 közötti profi pályafutása során egyéniben nem nyert WTA-tornát, párosban azonban hétszer is győzni tudott. Emellett hét egyéni és nyolc páros ITF-tornagyőzelmet szerzett.
Korábban ifjúsági játékosként szintén hét egyéni tornagyőzelmet aratott.
Magyarország képviseletében részt vett a 2000. évi nyári olimpiai játékokon is. Itt az első fordulóban vereséget szenvedett a dél-afrikai Amanda Coetzer ellen. Négy évvel később, Athénban, szintén az első fordulóban búcsúzott, ekkor a svájci Patty Schnyder volt az ellenfele.
A Grand Slam-tornákon egyéniben a legnagyobb sikere a 2001-es Roland Garros negyeddöntője volt. A selejtezőből indult és sorozatban hét mérkőzést nyert meg, mielőtt kikapott a később döntőbe jutó belga Kim Clijsterstől. Párosban a legjobb eredményét a 2003-as Australian Openen érte el, amikor a svájci Emmanuelle Gagliardi párjaként az elődöntőig jutott.
2001 és 2003 között az év magyar teniszezője volt.
Sorozatos sérülései miatt 2005 elején visszavonult, és a Mandula Petra Teniszakadémián kezdett gyerekeket oktatni.
2019-ben az Európai Tenisz Szövetség Junior Bizottságának tagja lett.

## Páros

### Győzelmei (7)
| Összesítés           |                        |
| Grand Slam-torna (0) |                        |
| Tier I (0)           | Premier Mandatory* (0) |
| Tier II (0)          | Premier Five* (0)      |
| Tier III (2)         | Premier* (0)           |
| Tier IV (2)          | International* (0)     |
| Tier V (3)           | Challenger* (0)        |

* 2009-től megváltozott a tornák rendszere.
 Az egymás mellett azonos színnel jelölt tornatípusok között nincs teljes mértékű megfelelés.
|    | Dátum             | Torna                                                   | Borítás | Partner           | Ellenfelek a döntőben                           | Eredmény a döntőben | Eredmény a döntőben |
| 1. | 2001. június 17.  | Tashkent Open                                           | Kemény  | Patricia Wartusch | Tetyana Perebijnyisz Taccjana Pucsak            | 6–1, 6–4            |                     |
| 2. | 16 June 2002      | WTA Austrian Open, Bécs                                 | Salak   | Patricia Wartusch | Barbara Schwartz Jasmin Wöhr                    | 6–2, 6–4            |                     |
| 3. | 2002 július 14.   | Grand Prix de SAR La Princesse Lalla Meryem, Casablanca | Salak   | Patricia Wartusch | Gisela Dulko Conchita Martínez Granados         | 6–2, 6–1            |                     |
| 4. | 2003. április 13. | Portugal Open, Estoril                                  | Salak   | Patricia Wartusch | Maret Ani Emmanuelle Gagliardi                  | 6–7(3), 7–6(3), 6–2 |                     |
| 5. | 2003. április 20. | GDF SUEZ Grand Prix, Budapest                           | Salak   | Olena Tatarkova   | Conchita Martínez Granados Tetyana Perebijnyisz | 6–3, 6–1            |                     |
| 6. | 2003. május 4.    | Croatian Bol Ladies Open                                | Salak   | Patricia Wartusch | Emmanuelle Gagliardi Patty Schnyder             | 6–3, 6–2            |                     |
| 7. | 2004. május 2.    | GDF SUEZ Grand Prix, Budapest                           | Salak   | Barbara Schett    | Németh Virág Szávay Ágnes                       | 6–3, 6–2            |                     |

### Elveszített döntői (4)
|    | Dátum                | Torna                                 | Borítás    | Partner           | Ellenfelek a döntőben                        | Eredmény a döntőben |
| 1. | 2000. február 13.    | Copa Sony Ericsson Colsanitas, Bogotá | Salak      | Kuti Kis Rita     | Laura Montalvo Paola Suárez                  | 4–6, 2–6            |
| 2. | 2000. október 29.    | WTA Bratislava                        | Kemény (f) | Patricia Wartusch | Karina Habšudová Daniela Hantuchová          | játék nélkül        |
| 3. | 2002. szeptember 22. | Toyota Princess Cup, Tokió            | Kemény     | Patricia Wartusch | Szvetlana Kuznyecova Arantxa Sánchez Vicario | 2–6, 4–6            |
| 4. | 2003. március 2.     | Abierto Mexicano Telcel, Acapulco     | Salak      | Patricia Wartusch | Émilie Loit Åsa Svensson                     | 3–6, 1–6            |

## ITF döntői

### Egyéni: 13 (7-6)
| $100,000 torna |
| $75,000 torna  |
| $50,000 torna  |
| $25,000 torna  |
| $10,000 torna  |

| Eredmény | No. | Dátum               | Torna                          | Borítás    | Ellenfél             | Eredmény      |
| -------- | --- | ------------------- | ------------------------------ | ---------- | -------------------- | ------------- |
| Döntős   | 1.  | 1993. május 31.     | Zadar, Horvátország            | Salak      | Noszaly Andrea       | 3-6, 3-6      |
| Győztes  | 1.  | 1998. február 7.    | Birkenhead, Egyesült Királyság | Kemény (f) | Giulia Casoni        | 6-0, 2-6, 6-3 |
| Győztes  | 2.  | 1998. május 17.     | Újvidék, Szerbia               | Salak      | Antoaneta Pandjerova | 0-6, 7-5, 6-1 |
| Döntős   | 2.  | 1998. május 31.     | Salzburg, Ausztria             | Salak      | Földényi Anna        | 6-1, 2-6, 2-6 |
| Győztes  | 3.  | 1998. július 19.    | Darmstadt, Németország         | Salak      | Lubomira Bacheva     | 3-6, 6-4, 7-5 |
| Döntős   | 3.  | 1998. július 26.    | Dublin, Írország               | Szőnyeg    | Lucie Ahl            | 6-7, 3-6      |
| Győztes  | 4.  | 1999. április 11.   | Makarska, Horvátország         | Salak      | Desislava Topalova   | 7-5, 7-5      |
| Döntős   | 4.  | 1999. június 6.     | Budapest, Magyarország         | Salak      | Janette Husárová     | 4-6, 2-6      |
| Győztes  | 5.  | 1999. július 11.    | Darmstadt, Németország         | Salak      | Marta Marrero        | 1-6, 7-5, 6-1 |
| Győztes  | 6.  | 1999. augusztus 1.  | Edinburgh, Egyesült Királyság  | Salak      | Cipórá Obzíler       | 6-0, 4-6, 7-5 |
| Döntős   | 5.  | 2000. április 16.   | Magli, Olaszország             | Salak      | Antoaneta Pandjerova | 4-6, 6-2, 5-7 |
| Döntős   | 6.  | 2001. augusztus 12. | Rimini, Olaszország            | Salak      | Gisela Dulko         | 6-1, 3-6, 1-6 |
| Győztes  | 7.  | 2001. október 14.   | Poitiers, Franciaország        | Kemény (f) | Émilie Loit          | 7-5, 2-6, 6-1 |

### Páros: 13 (8-5)
| Eredmény | No. | Dátum               | Torna                         | Borítás    | Partner           | Ellenfelek                            | Eredmény         |
| -------- | --- | ------------------- | ----------------------------- | ---------- | ----------------- | ------------------------------------- | ---------------- |
| Döntős   | 1.  | 1993. december 13.  | Přerov, Csehország            | Kemény (f) | Kuti Kis Rita     | Ivana Jankovská Eva Melicharová       | 6-3, 5-7, 1-6    |
| Győztes  | 1.  | 1994. október 31.   | Montevideo, Uruguay           | Salak      | Csurgó Virág      | Nannie de Villiers Ana Paula Zannoni  | 6-4, 7-5         |
| Győztes  | 2.  | 1994. november 7.   | Buenos Aires, Argentína       | Salak      | Csurgó Virág      | Nannie de Villiers Laura Montalvo     | 6-3, 6-3         |
| Győztes  | 3.  | 1994. november 14.  | La Plata, Argentína           | Salak      | Csurgó Virág      | Patrícia Marková Yuka Tanaka          | 7-6(3), 7-5      |
| Győztes  | 4.  | 1995. március 27.   | Érd, Magyarország             | Salak      | Temesvári Andrea  | Petra Schmitt Szikszay Réka           | 6-3, 6-4         |
| Döntős   | 2.  | 1997. október 4.    | Otočec, Szlovénia             | Salak      | Marosi Katalin    | Lenka Cenková Kateřina Kroupová       | 5-7, 6-7(3)      |
| Döntős   | 3.  | 1998. június 1.     | Budapest, Magyarország        | Salak      | Gáspár Petra      | Földényi Anna Kuti Kis Rita           | 0-6, 4-6         |
| Döntős   | 4.  | 1999. április 10.   | Makarska, Horvátország        | Salak      | Arn Gréta         | Gabriela Chmelinová Olga Vymetálková  | 6-0, 3-6, 6-7(3) |
| Győztes  | 5.  | 1999. július 10.    | Darmstadt, Németország        | Salak      | Taccjana Pucsak   | Ludmila Richterová Monika Mastalirová | 6-3, 6-1         |
| Győztes  | 6.  | 1999. július 31.    | Edinburgh, Egyesült Királyság | Salak      | Magda Mihalache   | Trudi Musgrave Lorna Woodroffe        | 3-6, 6-4, 6-3    |
| Győztes  | 7.  | 2000. július 29.    | Liège, Belgium                | Salak      | Csurgó Virág      | Eva Bes Gisela Riera                  | 7-6(3), 6-1      |
| Döntős   | 5.  | 2000. október 15.   | Poitiers, Franciaország       | Kemény (f) | Patricia Wartusch | Yvette Basting Marosi Katalin         | 6-7(4), 1-6      |
| Győztes  | 8.  | 2001. augusztus 11. | Rimini, Olaszország           | Salak      | Patricia Wartusch | Milena Nekvapilová Hana Šromová       | 6-2, 6-1         |

## Év végi világranglista-helyezései
| Év       | 1993 | 1994 | 1995 | 1996 | 1997 | 1998 | 1999 | 2000 | 2001 | 2002 | 2003 | 2004 | 2005 |
| Helyezés | 614. | 389. | 414. | 230. | 259. | 184. | 104. | 158. | 62.  | 90.  | 40.  | 81.  | 277. |